# Oleg Nikolajewitsch Frelich
Oleg Nikolajewitsch Frelich (* 24. März 1887 in Moskau; † 6. September 1953 ebenda) war ein sowjetischer Schauspieler und Regisseur.

## Leben und Wirken
Oleg Frelich wuchs in Moskau auf und war nach seinem Schulabschluss zunächst als Fabrikarbeiter in verschiedenen Firmen tätig. Im Ersten Weltkrieg war er kurzzeitig als Soldat an der Front tätig.
Nachdem er seine professionelle Schauspielausbildung absolviert hatte, wirkte Frelich von 1915 bis 1950 in mehr als 30 Film- und Fernsehproduktionen als Schauspieler vor der Kamera mit, zu Beginn seiner Karriere noch in Stummfilmen. Seine letzte Rolle spielte er im Jahr 1950 in dem Film Der Fall von Berlin, wo er Franklin D. Roosevelt darstellte. Frelich war auch ein vielbeschäftigter Theaterschauspieler und wirkte in zahlreichen Theaterstücken mit. Er war von 1939 bis 1941 und von 1943 bis 1951 als festes Ensemblemitglied am Maly-Theater engagiert. Neben seiner Tätigkeit als Schauspieler war Frelich zudem als Regisseur aktiv und inszenierte neun Spielfilme.
Im Jahr 1947 wurde Frelich für seine Verdienste als Schauspieler mit dem Staatspreis der UdSSR ausgezeichnet.
Oleg Frelich war zweimal verheiratet und hatte keine Kinder. Er starb am 6. September 1953 im Alter von 66 Jahren in Moskau.
Sein Cousin Andrei Fait war ebenfalls als Schauspieler tätig.

## Filmografie (Auswahl)
- 1950: Der Fall von Berlin